# Pilobatella schauenbergi
Pilobatella schauenbergi är en kvalsterart som beskrevs av Sandór Mahunka 1977. Pilobatella schauenbergi ingår i släktet Pilobatella och familjen Haplozetidae. Inga underarter finns listade i Catalogue of Life.